# Burgruine Riegelstein
Die Burgruine Riegelstein ist eine ehemalige hochmittelalterliche Adelsburg nördlich des zur Stadt Betzenstein gehörenden Kirchdorfes Riegelstein im oberfränkischen Landkreis Bayreuth in Bayern, Deutschland. Von der abgegangenen Kammburg sind nur noch zwei Gräben und wenige nicht gesicherte Mauerreste vorhanden, die vom völligen Abgang bedroht sind.

## Geographische Lage
Die Burgruine liegt in der südöstlichen Fränkischen Schweiz, einem Teil der Fränkischen Alb, auf dem höchsten Punkt des Riegelsteiner Schlossberges auf 589 m ü. NHN Höhe.
Die Ruine befindet sich etwa 360 Meter nordnordöstlich der evangelisch-lutherischen Filialkirche Sankt Georg in Riegelstein, dem früheren Raupersdorf und etwa 32 Kilometer nordöstlich von Nürnberg.
Man erreicht sie vom Dorf Riegelstein aus, indem man den Fußweg folgt, der westlich neben der Bundesautobahn 9 entlangführt. Auf dem höchsten Punkt des Weges, kurz nach dem Dorf, muss man weglos weiter den Berg hinaufsteigen. Oben trifft man auf einen schlechten Waldweg, der nach Norden gehend, am Halsgraben der Burg endet. Zur Oberburg muss man auf das Felsriff steigen.
In der Nähe befinden sich weitere ehemalige mittelalterliche Burgen; auf dem unmittelbar benachbarten Schweinsberg liegt ein unbekannter Burgstall, in westlicher bzw. nordwestlicher Richtung befinden sich die ehemaligen Burgen Spies, Strahlenfels und Wildenfels. Auf dem 1,4 Kilometer nördlich gelegenen, 550 Meter hohen Burgstall, liegt der sogenannte Burgstall im Eibental, und ein weiterer völlig unbekannter Burgstall auf dem drei Kilometer entfernten Hühnerstein in nordwestlicher Richtung
Johann Christoph Stierlein fertigte 1792 eine maßstabsgetreue topografische Karte der Burgruine und ihrer näheren Umgebung. Deutlich sichtbar sind verschiedene Mauerverläufe und ein Brunnen bzw. eine Zisterne.

## Geschichte der Burg

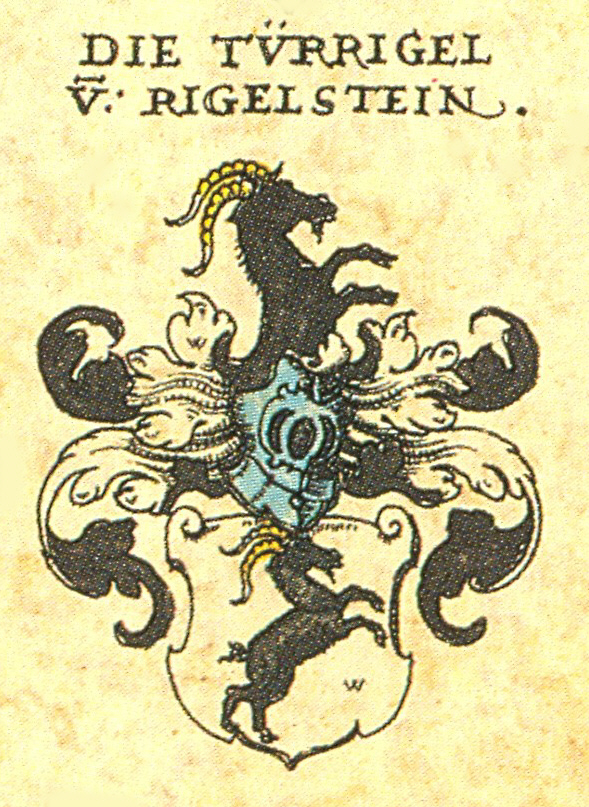
Wappen der Türriegel von Riegelstein nach Siebmachers Wappenbuch von 1605

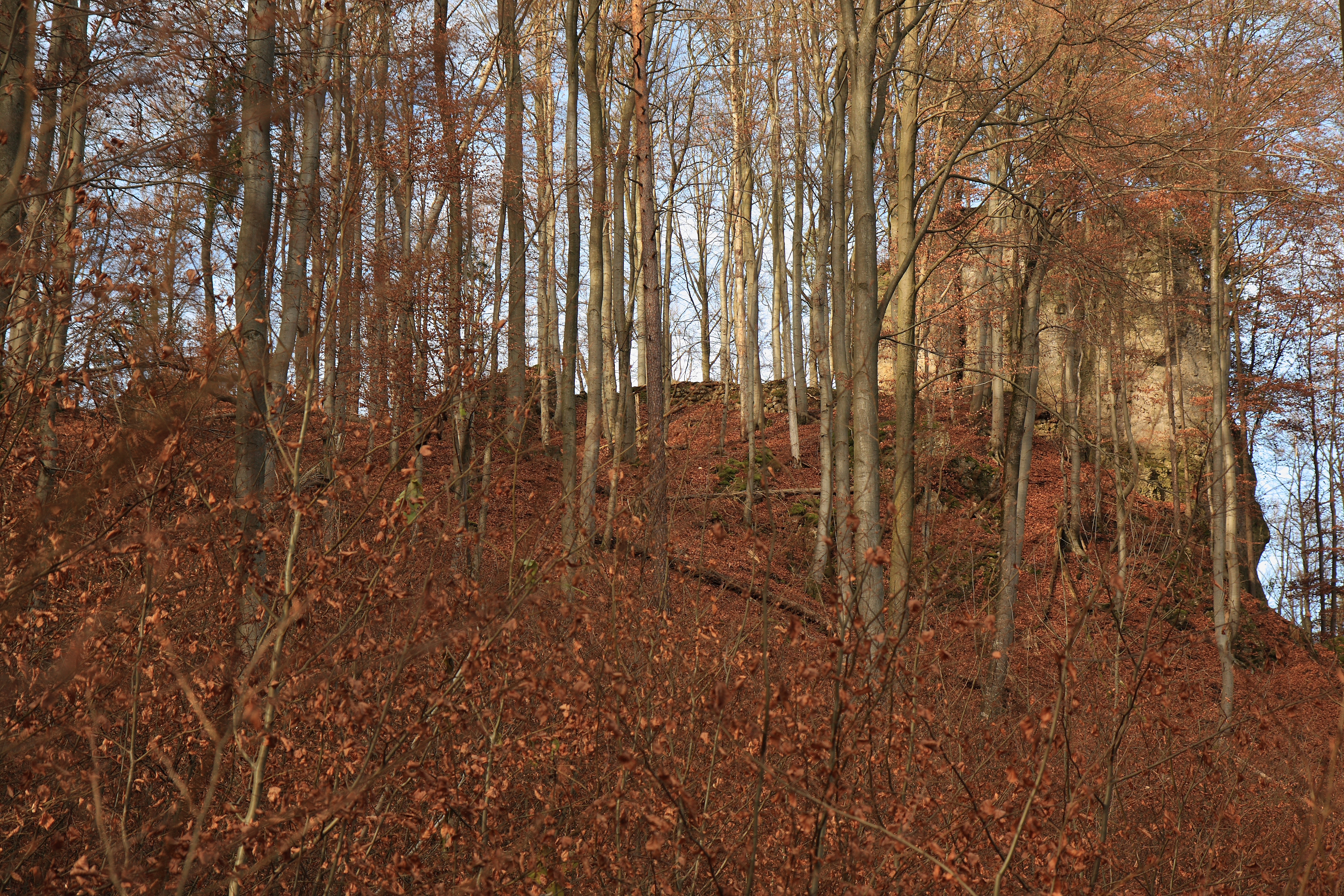
Gesamtansicht aus südöstlicher Richtung

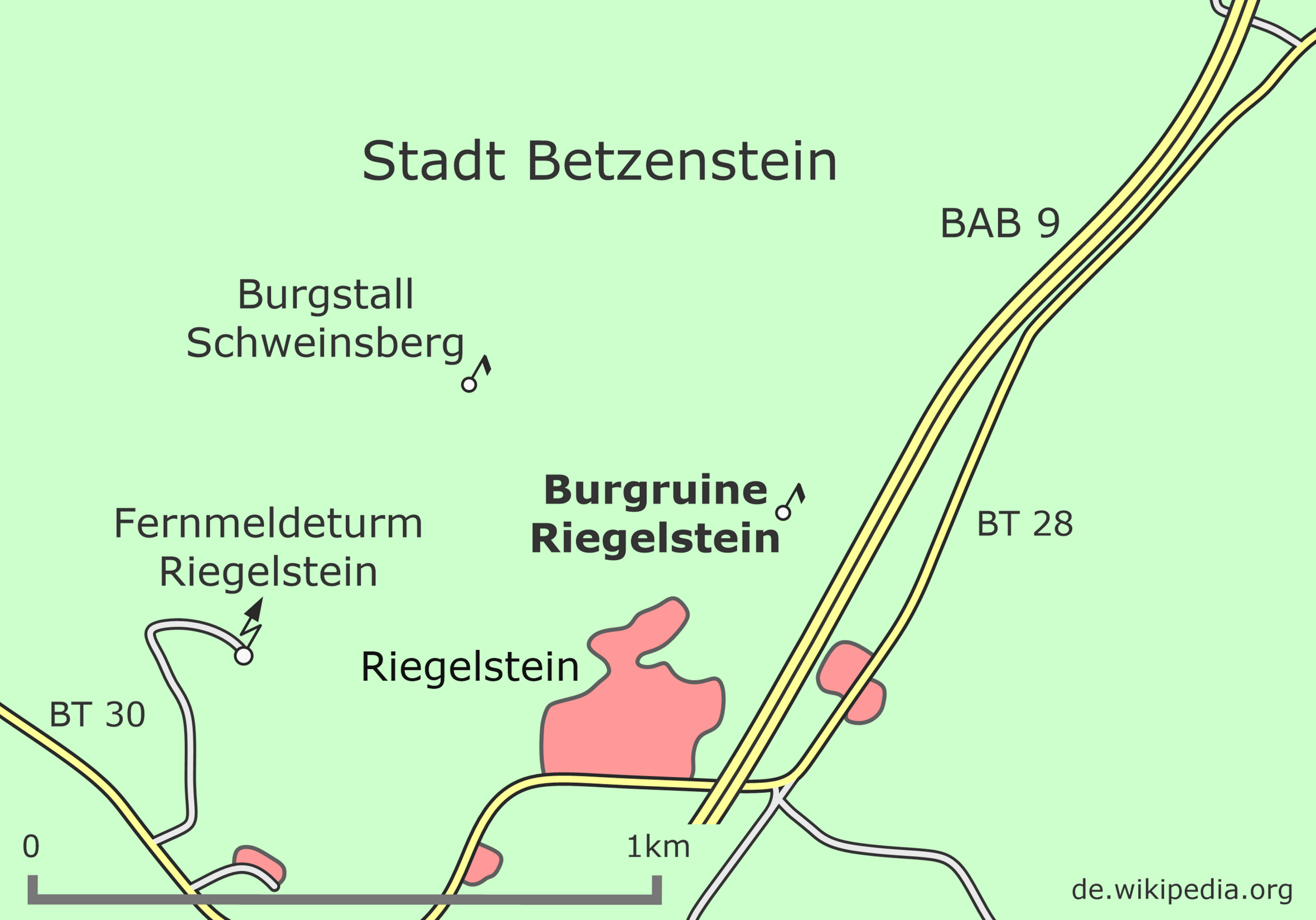
Umgebungskarte der Burgruine Riegelstein

Wann die Burg erbaut wurde, ist nicht genau bekannt, es könnte aber nach dem Nürnberger Burgenforscher Hellmut Kunstmann aufgrund von ihm datierter Keramikfunde in der Zeit um das Jahr 1200 gewesen sein. Wer die Burg errichtete, ist ebenfalls nicht bekannt. Die dem Niederadel angehörenden Herren von Türriegel sind wohl nicht als Burgengründer anzusehen, sie saßen als niedere Dienstleute der Schenken von Reicheneck auf kleineren Herrensitzen im Hammerbachtal bei Engelthal.
Nach Gustav Voit wurde Burg Riegelstein dagegen erst um 1360 doch vom Geschlecht der Türrigel errichtet.
Die erste urkundliche Erwähnung der Herren von Türriegel fand mit Heinricus Türrigl kurz vor 1260 statt, er war damals Zeuge für Walter Schenk von Klingenburg. Die Klingenburger waren zu der Zeit die Herren auf der Burg Reicheneck. Auch später wurden die Türriegel noch mehrmals erwähnt, sie saßen in Eschenbach und Simmelsdorf.
Die Burg Riegelstein selbst wurde erst um das Jahr 1403 erstmals urkundlich genannt, damals war sie Sitz der Brüder Hans, Georg, Dietrich und Heinz Türriegel. Das Ministerialengeschlecht von Türrigel erbaute oder erwarb die Burg und machte sie zu ihrem Stammsitz; sie nannten sich von da an „zum Riegelstein“. Sogar das in der Nähe gelegene Raupersdorf wurde nun nach der Burg Riegelstein benannt.
Am 15. Februar 1502 trugen Hans und Konz Türriegel ihre bis dahin freieigene Burg zu zwei Dritteln dem Markgrafen Friedrich II. vom Fürstentum Bayreuth zu Lehen an, außerdem räumten sie dem Markgrafen auch das Öffnungsrecht ein, er durfte also im Kriegsfall die Burg nutzen. Das letzte Drittel gab am 16. Juni 1502 Heinz Türriegel ebenfalls dem Markgrafen zu Lehen.
Nach dem Aussterben des Geschlechtes der Riegelsteiner mit dem Tod von Georg Michael Türriegel von Riegelstein am 24. März 1619 zog der Markgraf die Burg und die übrigen Lehngüter ein und belehnte den markgräflichen Kammerjunker Henning von Wilmersdorf damit.
Maria Elisabeth von Wilmersdorf, die Witwe des Kammerjunkers, verhinderte nach seinem Tode 1637 die erneute Einziehung der Burg durch die Markgrafen.
Im Dreißigjährigen Krieg wurde die Burg nach 1642 durch kurbayerische Truppen besetzt und völlig demoliert.
Der neue Ehemann der Witwe, Christoph Adam von Varell zu Burghaig, bekam die unbewohnbare Ruine 1648/49 zu Lehen, beantragte aber 1712 den Verkauf der Burg, die schon 1691 als Schloss „… ganz öde und wüst…“  bezeichnet wurde. Die Burg diente schon damals als Steinbruch.
1714 wurde Riegelstein an Christoph Ludwig Lochner von Hüttenbach verkauft, nachdem Verkaufsverhandlungen mit Christoph Gottlieb Volckamer von Kirchensittenbach gescheitert waren. Die Freiherrn von Harsdorf kauften 1870 das Rittergut; von der Burg hieß es 1794: „…das ganze Schloß Riegelstein, so dermalen ganz öd und verfallen ist, vielleicht demoliert worden, welches noch einige Rudera [Ruinenreste] zeigen, liegt inmitten des Waldes, welcher zur Zeit noch der Schloßberg genannt wird…“
Heute ist das Gelände der Burg Riegelstein dicht mit Wald bedeckt, der Burgfelsen dient als Kletterfelsen. Erhalten haben sich nur der Halsgraben, ein Abschnittsgraben und einige Grundmauerreste sowie wenig aufgehendes Mauerwerk. Die Ruine der Höhenburg in Kammlage ist frei zugänglich.
Das vom Bayerischen Landesamt für Denkmalpflege als „mittelalterlicher Burgstall“ erfasste Bodendenkmal trägt die Denkmalnummer D-4-6334-0009.

## Beschreibung der Burgruine
Der Riegelsteiner Schlossberg, ein mit Felsen durchsetzter, bewaldeter Bergrücken, zieht sich von Südwesten nach Nordosten. Er fällt auf allen Seiten mäßig steil ab. Ungefähr 100 Meter vor dem nordöstlichen Ende des Berges steht ein Felsriff mit einer Fläche von etwa 25×10 und einer Höhe von 5 bis 15 Metern, auf dem sich die Oberburg befand (Bild 1). Am Fuß des Felsriffes, in südwestlicher Richtung, lag die Unterburg.
Der Bergrücken wird an einer etwa 30 Meter breiten Stelle von einem Halsgraben (Bild 2) geteilt. Dieser ist als Sohlgraben 50 Meter lang, 4 Meter breit und 8 Meter tief in den Fels gehauen. Er endet auf beiden Seiten am Steilhang. An seinem östlichen Ende kann man einen Abraumhügel sehen, ein Zeichen für die künstliche Herkunft des Grabens.
Der Burgweg (Bild 3) kam von südwestlicher Richtung aus dem Dorf Riegelstein und endet vor dem Halsgraben in einem größeren Vorplatz.
Am burgseitigen Rand des Halsgrabens wurde eine Felsrippe stehengelassen, danach befindet sich in einem Abstand von ca. zwei Metern zum Halsgraben ein zweiter Graben, der dreißig Meter lang, zehn Meter breit und einen Meter tief ist (Bild 4). Seine Sohle liegt sieben Meter höher als die des Halsgrabens und zieht sich halbkreisförmig um die Unterburg. Der zweite Graben hatte gleichzeitig die Aufgabe eines Zwingers.
Der Zugang zur Burg verlief wahrscheinlich auf einer Brücke über den Halsgraben, dann über den zweiten Graben über eine Zugbrücke zu einem Torturm (Bild 5) der Unterburg. Als Auflager der Zugbrücke diente die stehen gelassene Felsrippe.
Die Burganlage mit Ober- und Unterburg ist beinahe kreisförmig. Der Grundriss ist von Nord nach Süd in zwei halbkreisförmige Flächen geteilt, wovon die Unterburg die westliche und das Felsriff mit der Oberburg die östliche Fläche darstellt. Das Plateau der Unterburg (Bild 6) liegt viereinhalb Meter über der Sohle des zweiten Grabens. Man kann von ihr noch längere Grundmauerreste der ca. zwei Meter starken Ringmauer erkennen (Bild 7), die sich im Halbkreis um die Unterburg zog. Im Norden und im Süden stieß die Mauer an das Felsriff, das die Unterburg nach Osten abschloss.
Ein Torturm, der, die Ringmauer flankierend, einige Meter hervorstand, befand sich im Süden der Unterburg. Von ihm sind noch die Grundmauern sichtbar.
Man kann im Bereich des Torturmes noch Bruchstücke von Dachziegeln und Mörtelreste sehen.
Ebenfalls im Süden, zwischen Torturm und Felsriff, lag ein Gebäude mit unregelmäßig dreieckigem Grundriss, wie Grundmauerreste zeigen.
Im Norden der Unterburg lag eine runde Zisterne mit einem Durchmesser von einem Meter. Die heutige Tiefe beträgt 1,5 Meter (Bild 8).
Ganz im Westen der Unterburg und unmittelbar südlich der Zisterne, lag ein etwa 15 × 8 Meter großes Gebäude, von dem nur noch eine Eintiefung sichtbar ist (Bild 9). Seine westliche Außenwand war gleichzeitig die Ringmauer.
Im Zentrum der Unterburg befand sich wahrscheinlich der Burghof.
Das Felsriff, auf dem die Oberburg stand, steigt zehn Meter senkrecht über die Unterburg hinauf (Bild 10, 11 und 13). Es fällt auf der Nord-, Ost- und Südseite senkrecht um etwa 15 Meter ab. Wie der Aufstieg früher geführt war, ist ungewiss, vielleicht durch hölzerne Treppen in einer Einkerbung des Felsens (Bild 11). Es standen mehrere Gebäude auf dem Felsriff (Bild 12), das den nordöstlichen Abschluss der Burg bildete.
Durch das senkrechte Abfallen der Felsen war die Burg von dieser Seite völlig geschützt. Auf dem östlichen Plateaurand kann man von unten noch mehrere kleine Mauerreste erkennen.
Am östlichen Fuß des Felsriffs befindet sich eine kleine Höhle (Bild 1, ungefähr in der Mitte des Felsens, durch Gestrüpp verdeckt), die nach außen mit einer Mauer verschlossen war. Der Burgenforscher Hellmut Kunstmann vermutet, dass die Höhle, die 15 Meter unter der Oberburg liegt und sich außerhalb der Burganlage befand, durch einen Fluchtgang mit der Oberburg verbunden war.

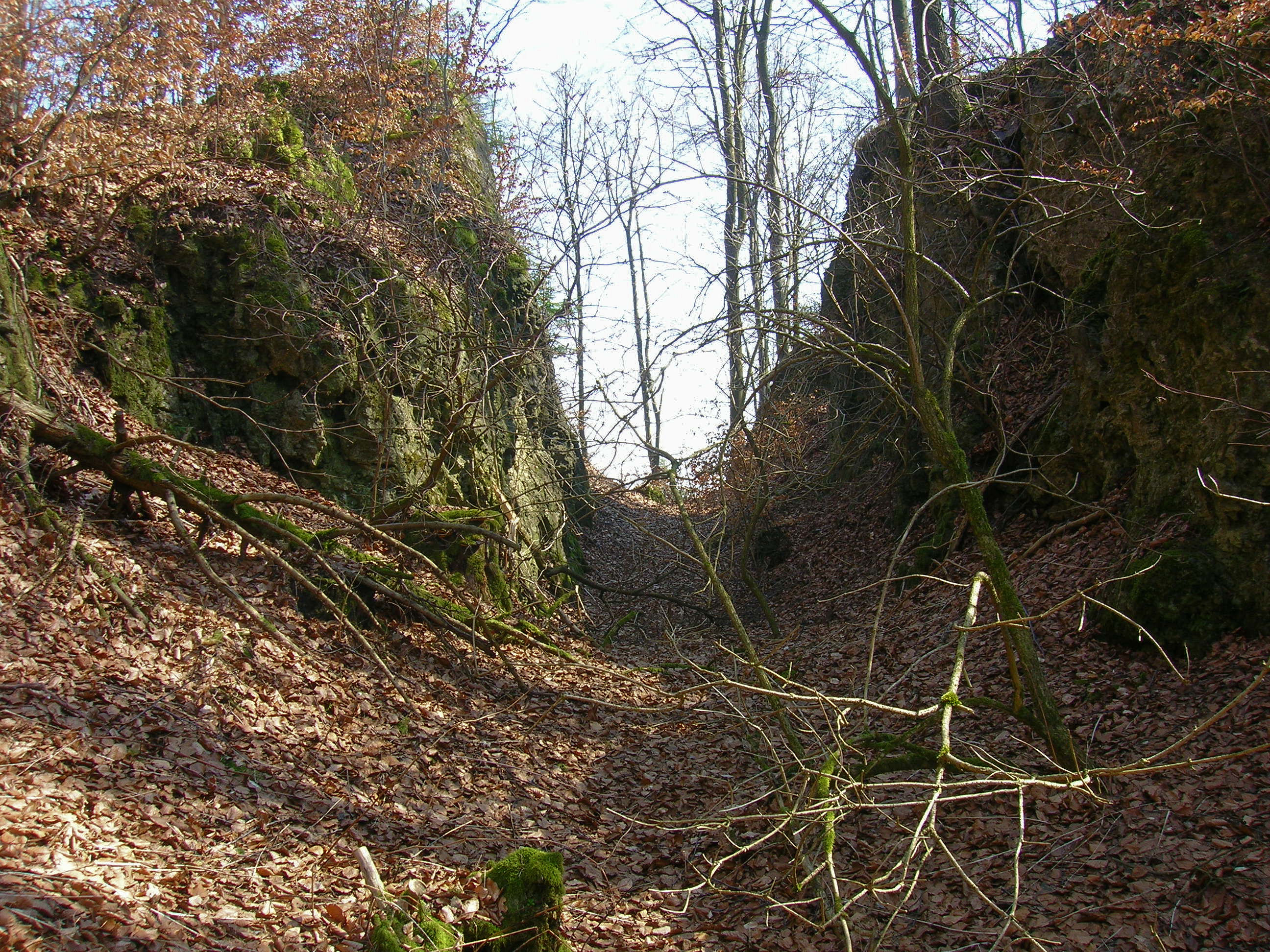
Bild 2: Profil des bis zu 8 Meter tiefen Halsgrabens
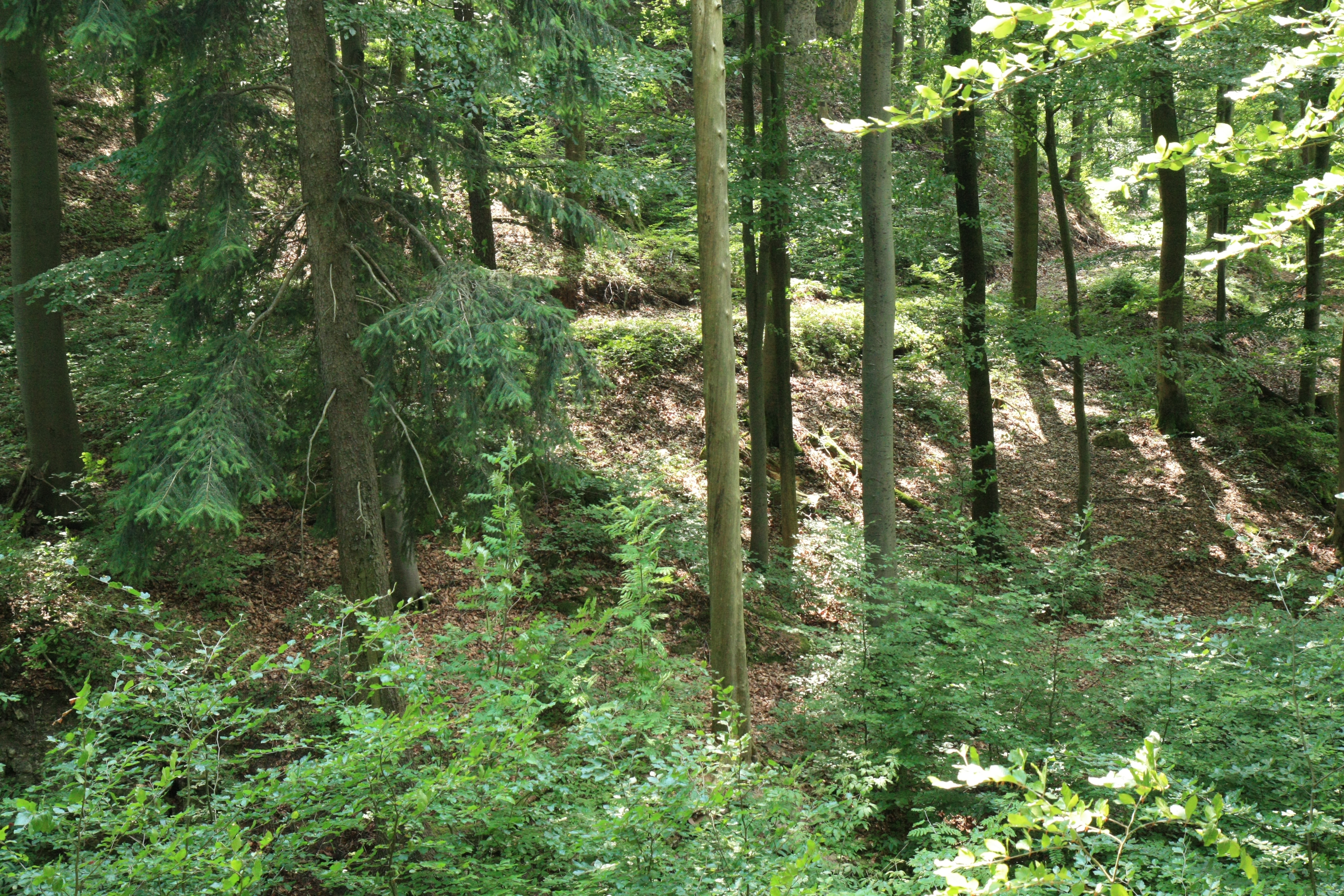
Bild 3: Blick auf den Burgweg von der Burg aus
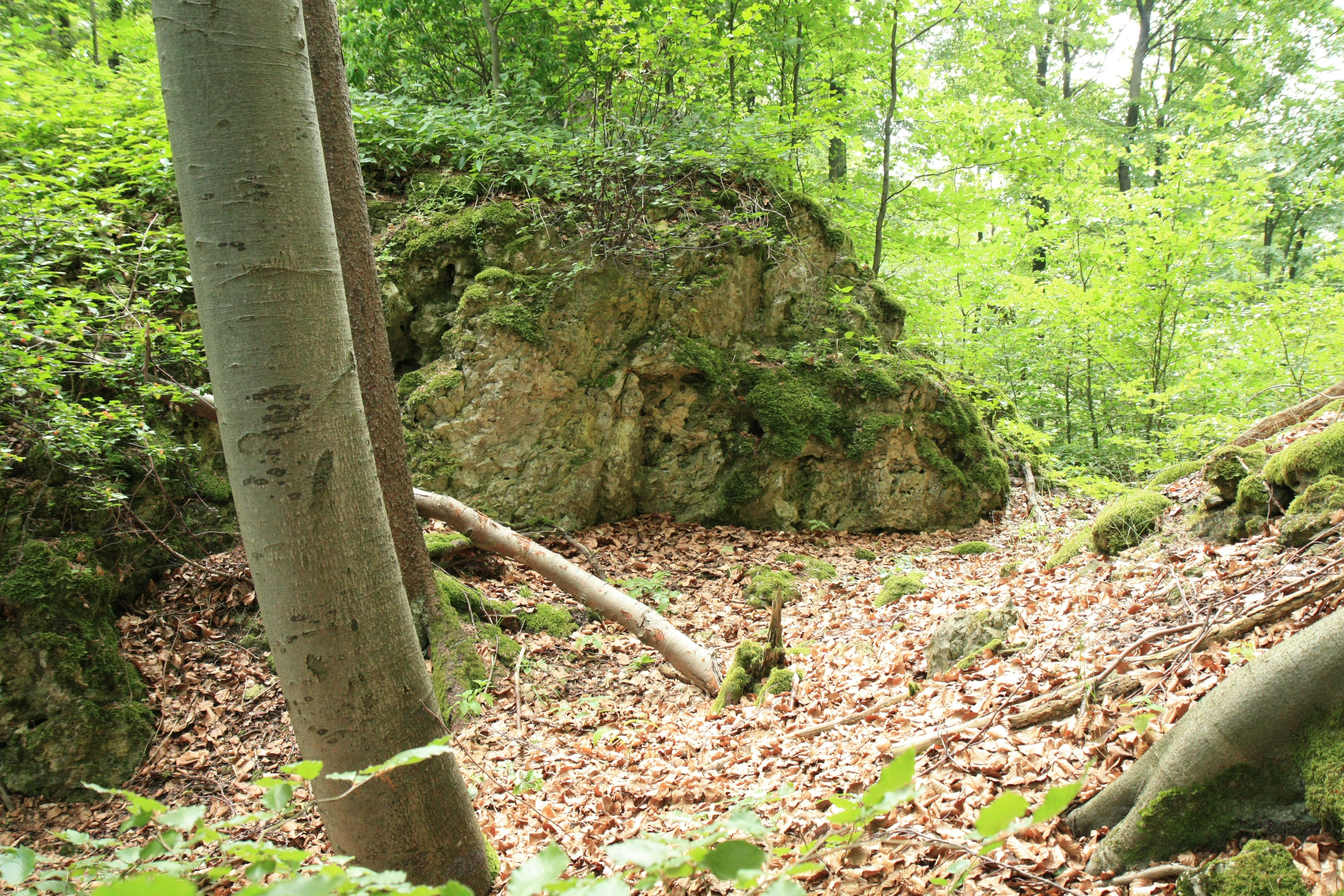
Bild 4: Der zweite Graben und die Felsrippe, die vermutlich als Brückenpfeiler diente
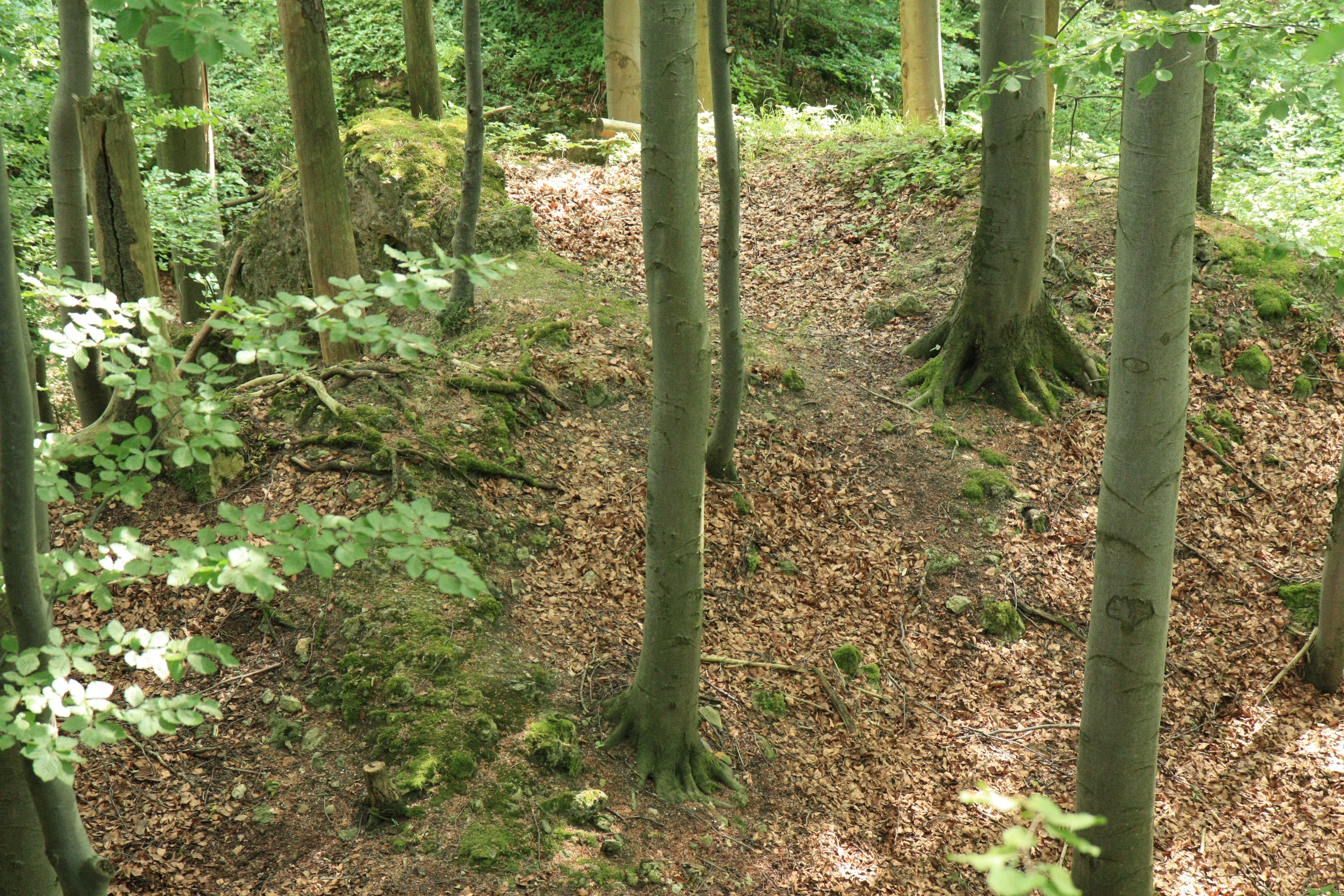
Bild 5: Die Stelle des Torturmes
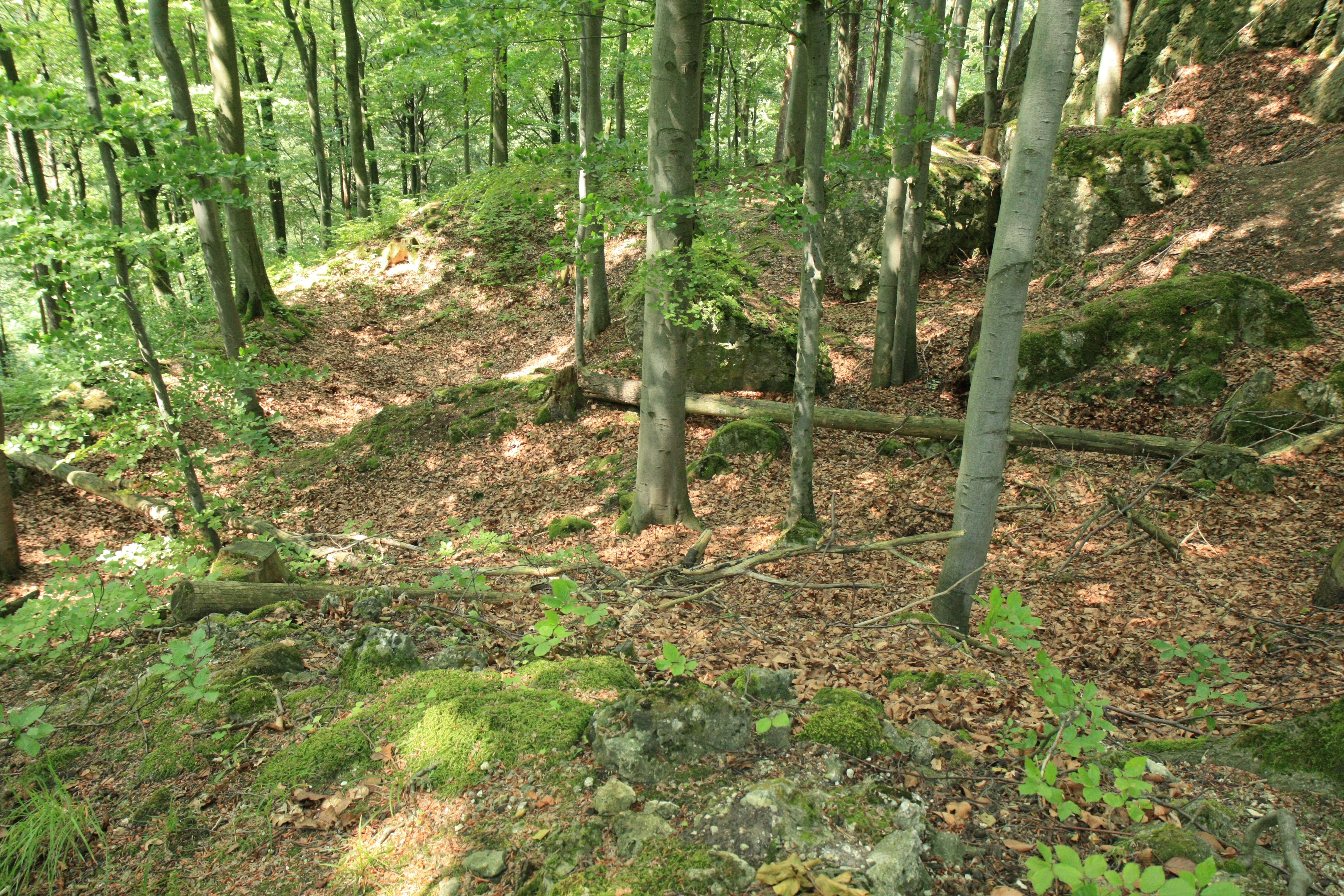
Bild 6: Ansicht der nördlichen Unterburg
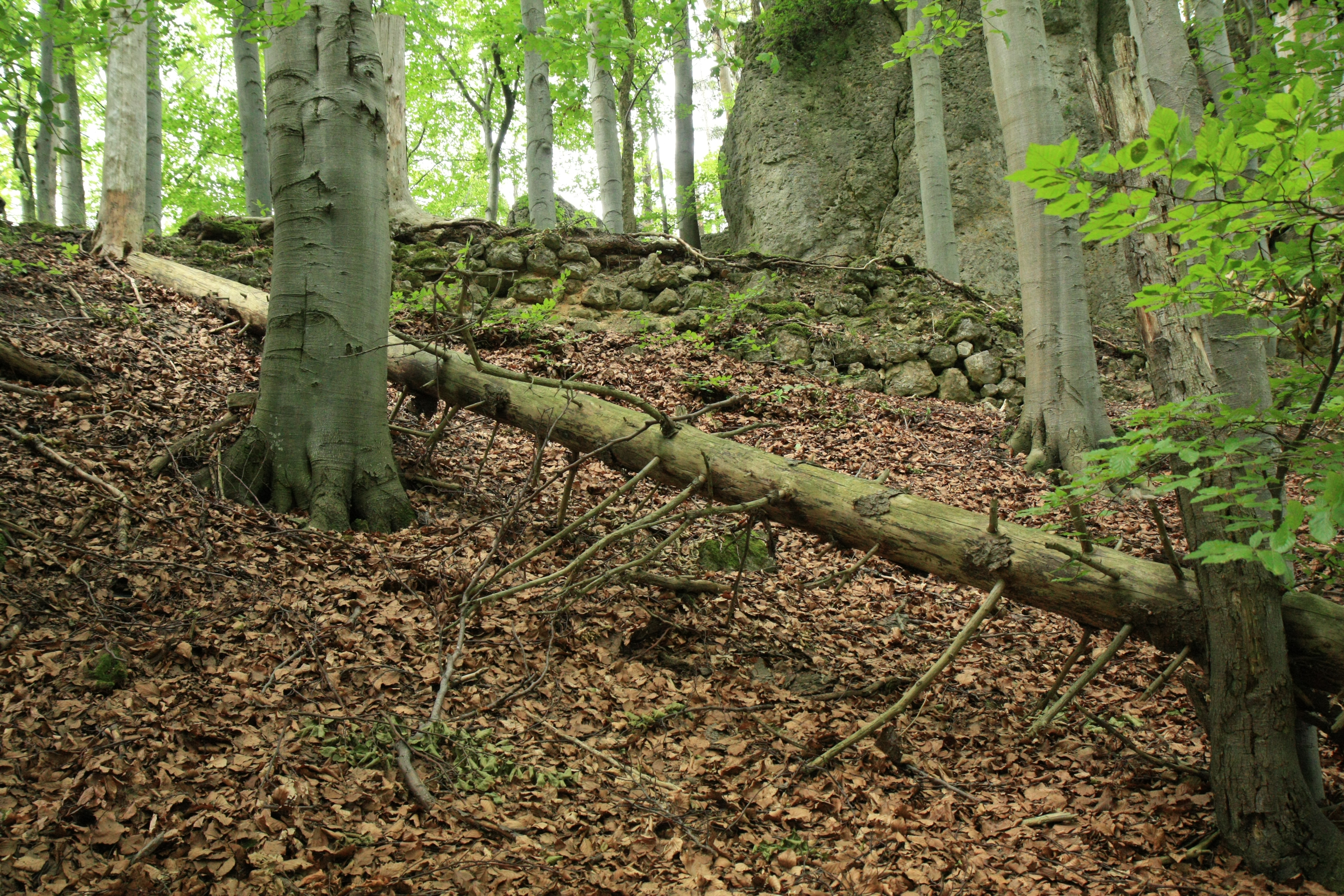
Bild 7: Ein Stück der südlichen Ringmauer
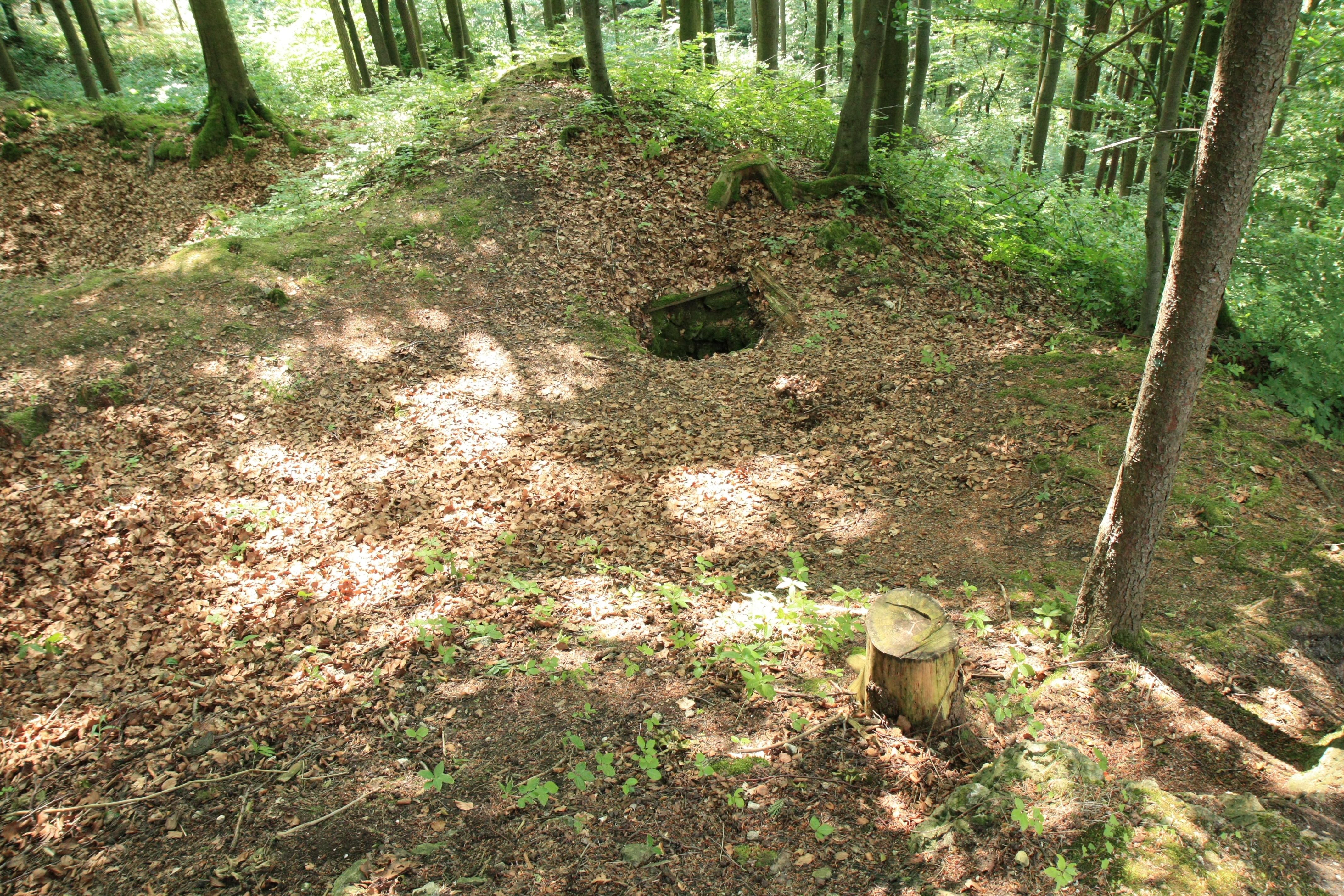
Bild 8: Der Rest der Zisterne
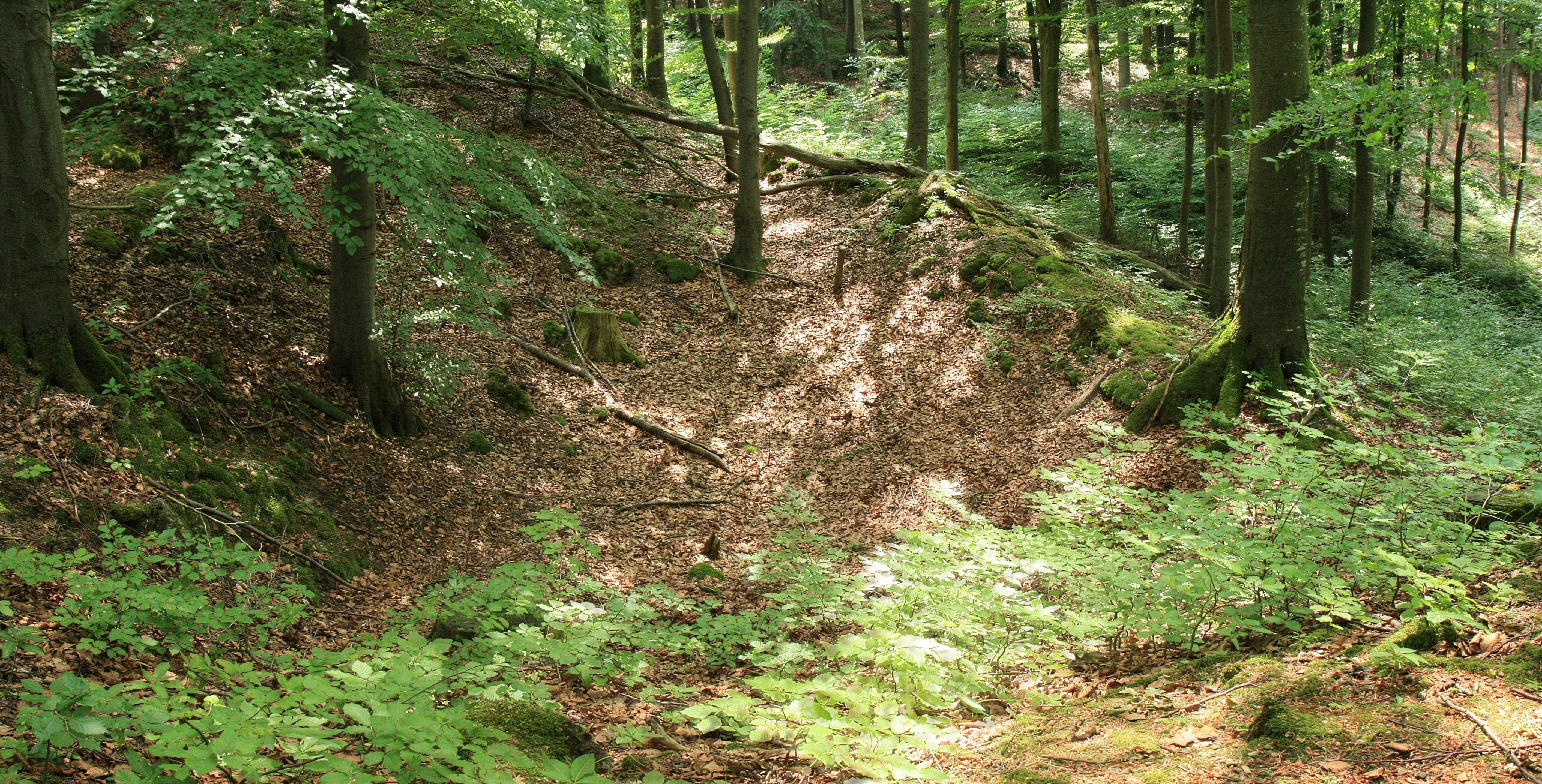
Bild 9: Hier stand ein größeres Gebäude der Unterburg
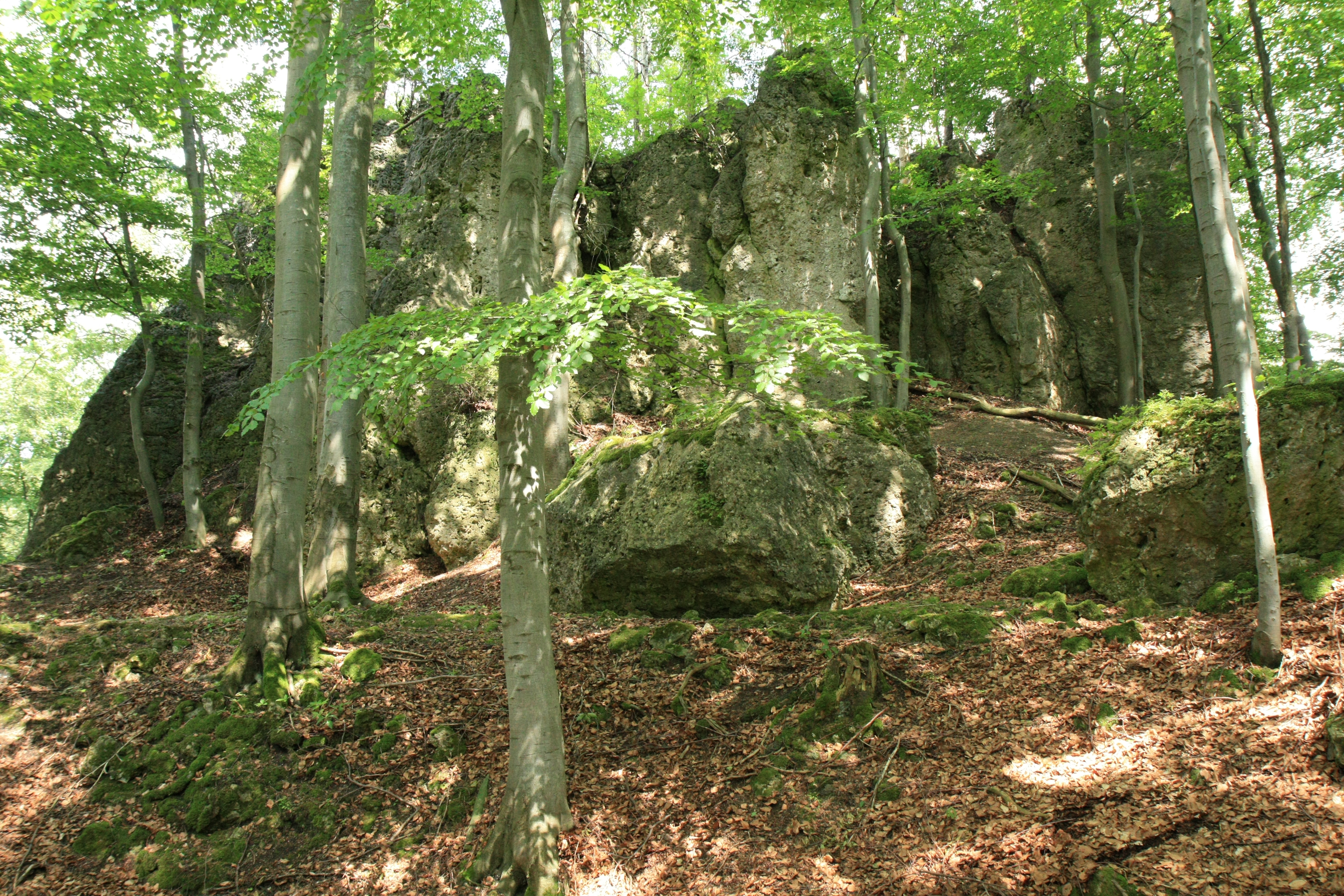
Bild 10: Der Felsen der die Oberburg Riegelstein trug, von der Unterburg aus
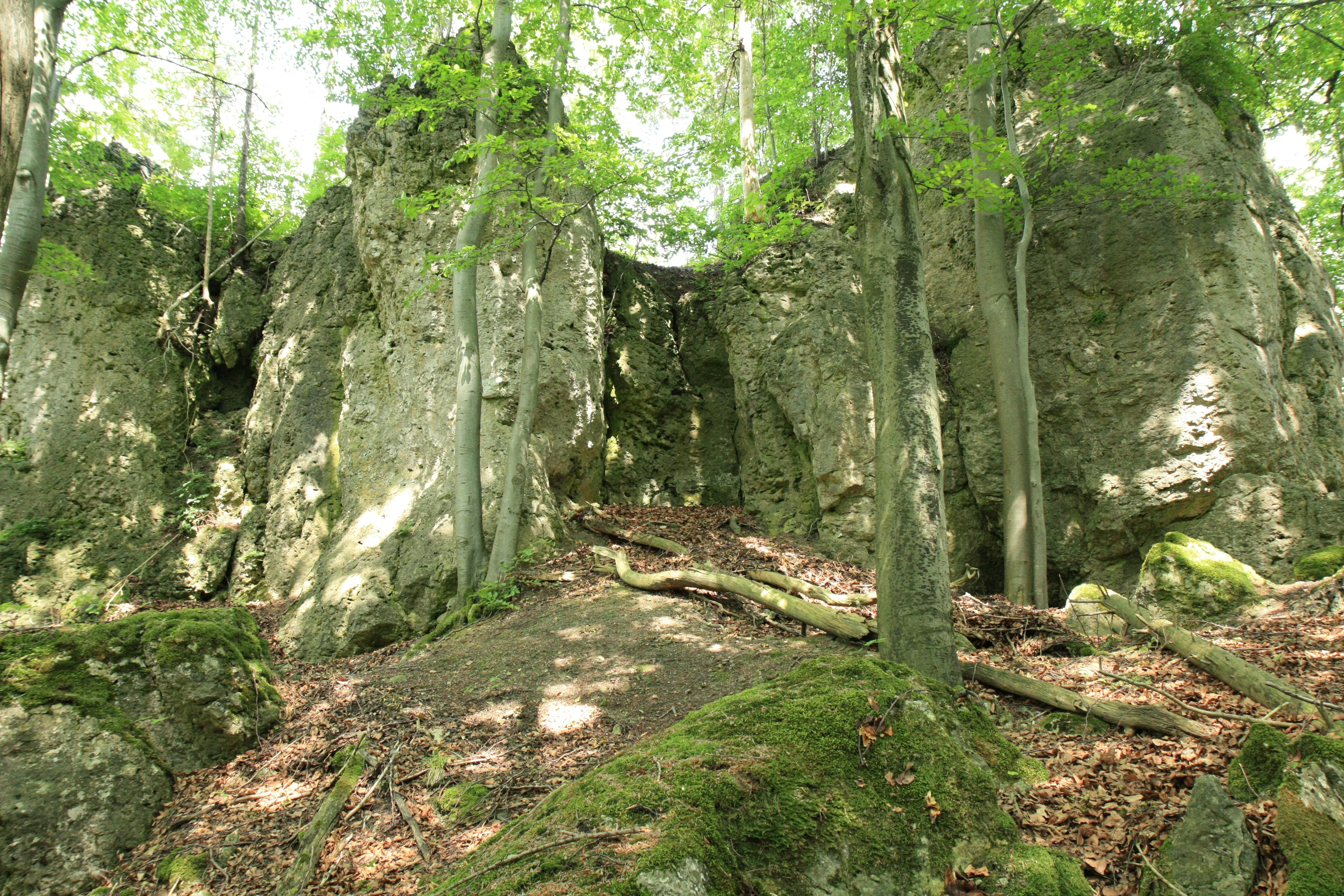
Bild 11: Vermutlich die Stelle des ehemaligen Aufganges zur Oberburg
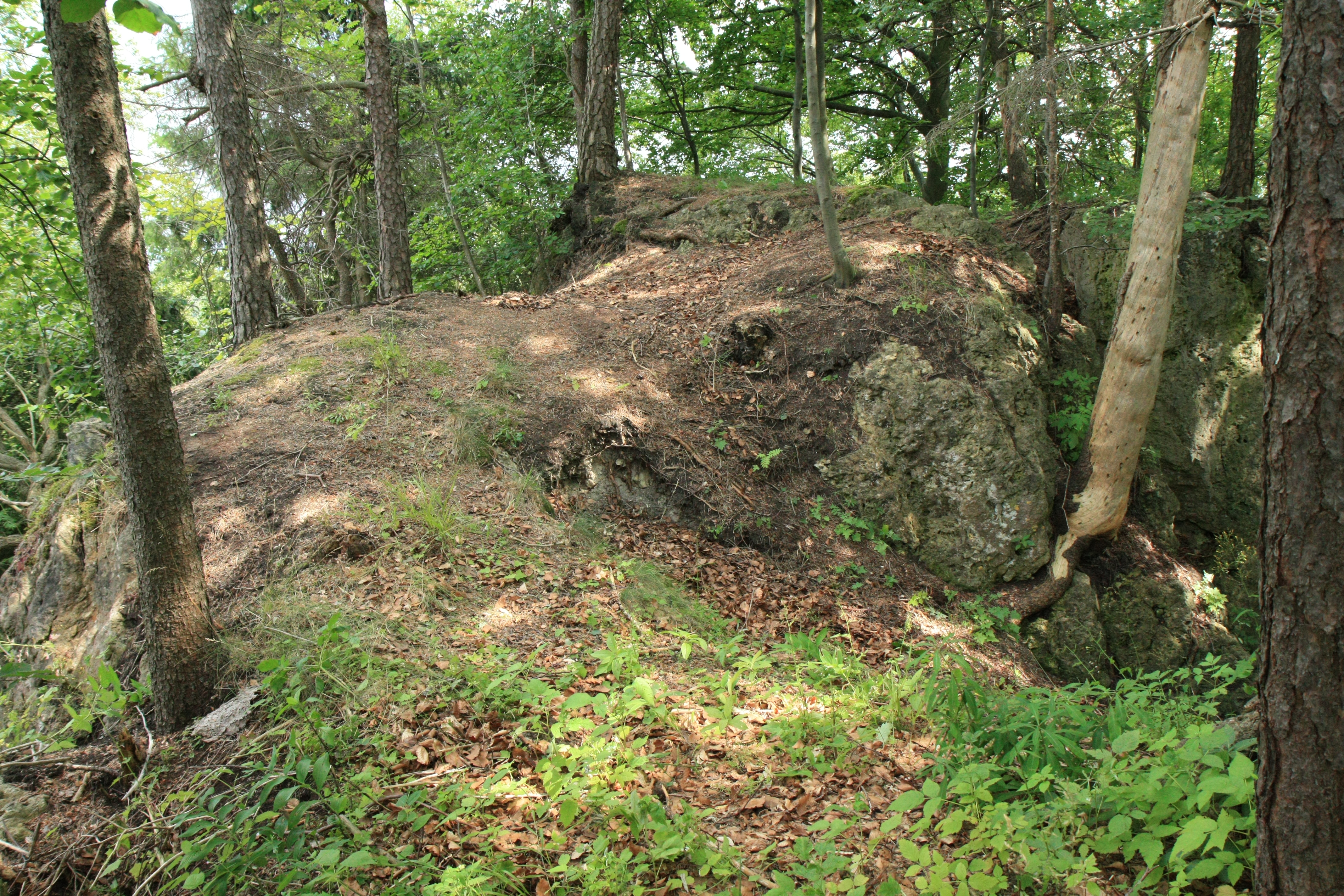
Bild 12: Stelle eines Gebäudes auf dem Oberburgfelsen
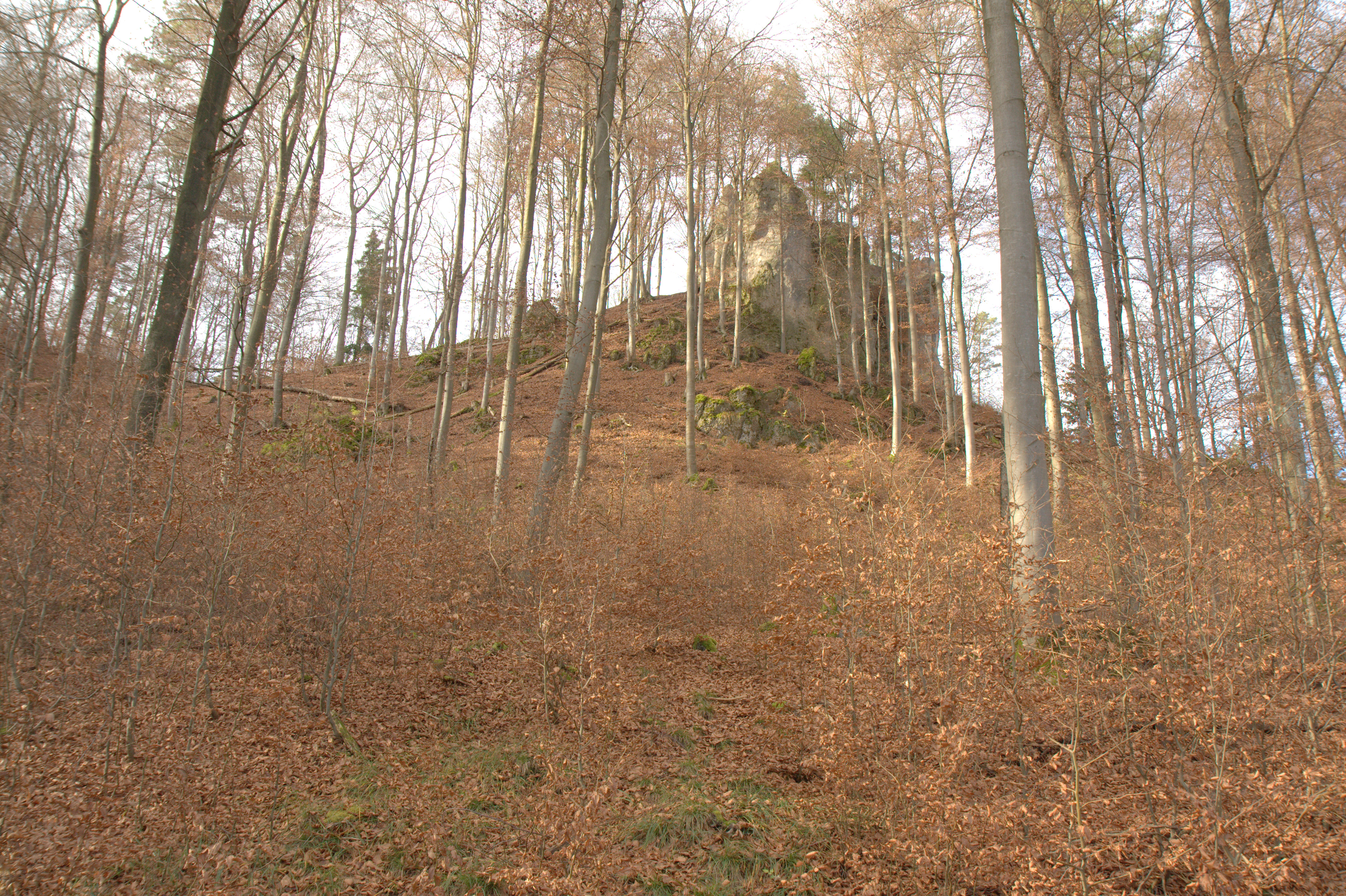
Bild 13: Gesamtansicht der Südostseite des Burgberges